# Ciranca
Ciranca is een bestuurslaag in het regentschap Majalengka van de provincie West-Java, Indonesië. Ciranca telt 3810 inwoners (volkstelling 2010).